# Ilex brasiliensis
Ilex brasiliensis  es una especie de plantas del género Ilex  en la familia Aquifoliaceae,  nativa del Cerrado de Brasil, y de Argentina y Paraguay.

## Descripción
Es un arbusto dioico  de hojas diminutas, angostas, verde oscuras, suavemente denticuladas, ovales. Flores blancas, que florece a mediados de primavera; atrae abejas y mariposas; frutos drupas solo si existe una planta macho a menos de 25 m.

## Taxonomía
Ilex brasiliensis fue descrita por (Spreng.) Loes. y publicado en Nat. Pflanzenfam. Nachtr. 1: 220. 1897
Etimología
ilex: nombre genérico que era el nombre designado en latín para una especie de Quercus (Quercus ilex) comúnmente llamada encina, que tiene un follaje similar al acebo europeo, y ocasionalmente se confunde con él.
brasiliensis: epíteto geográfico que alude a su localización en Brasil.
Sinonimia
- Ilex brasiliensis f. balansae Loes.
- Ilex pubiflora Reissek
- Rhamnus brasiliensis Spreng.[5]